# Савківський (заказник)
Савківський — гідрологічний заказник місцевого значення у Золотоніському районі Черкаської області.

## Опис
Заказник площею 49,7 га розташовано у заплаві річки Ірклій біля с. Савківка.
Як об'єкт природно-заповідного фонду створено рішенням Черкаського облвиконкому від 28.11.1979 р. № 597. Землекористувач або землевласник, у віданні якого знаходиться заповідний об'єкт — Чорнобаївська селищна громада.
Це ділянка низинного болота, яка є регулятором гідрологічного режиму. Флористично — типовий болотний комплекс із досить значною щільністю евтрофними видами. Аспект створюють асоціації очерету звичайного, комишево-осокові угруповання. Зрідка трапляються частуха подорожникова, щавель кінський. У верхів'ї болота по правому березі, невеликий гайок, утворений вербою білою, вербою попелястою, вербою гостролистою. Наявна смуга заболочених луків із типовою рослинністю за участю тимофіївки лучної, китника тростинового, китника колінчастого, вербозілля звичайного, незабудки Myosotis cespitosa, хвоща болотяного, хвоща річкового, козельців лучних, підбіла звичайного та ін.